# Gorytos

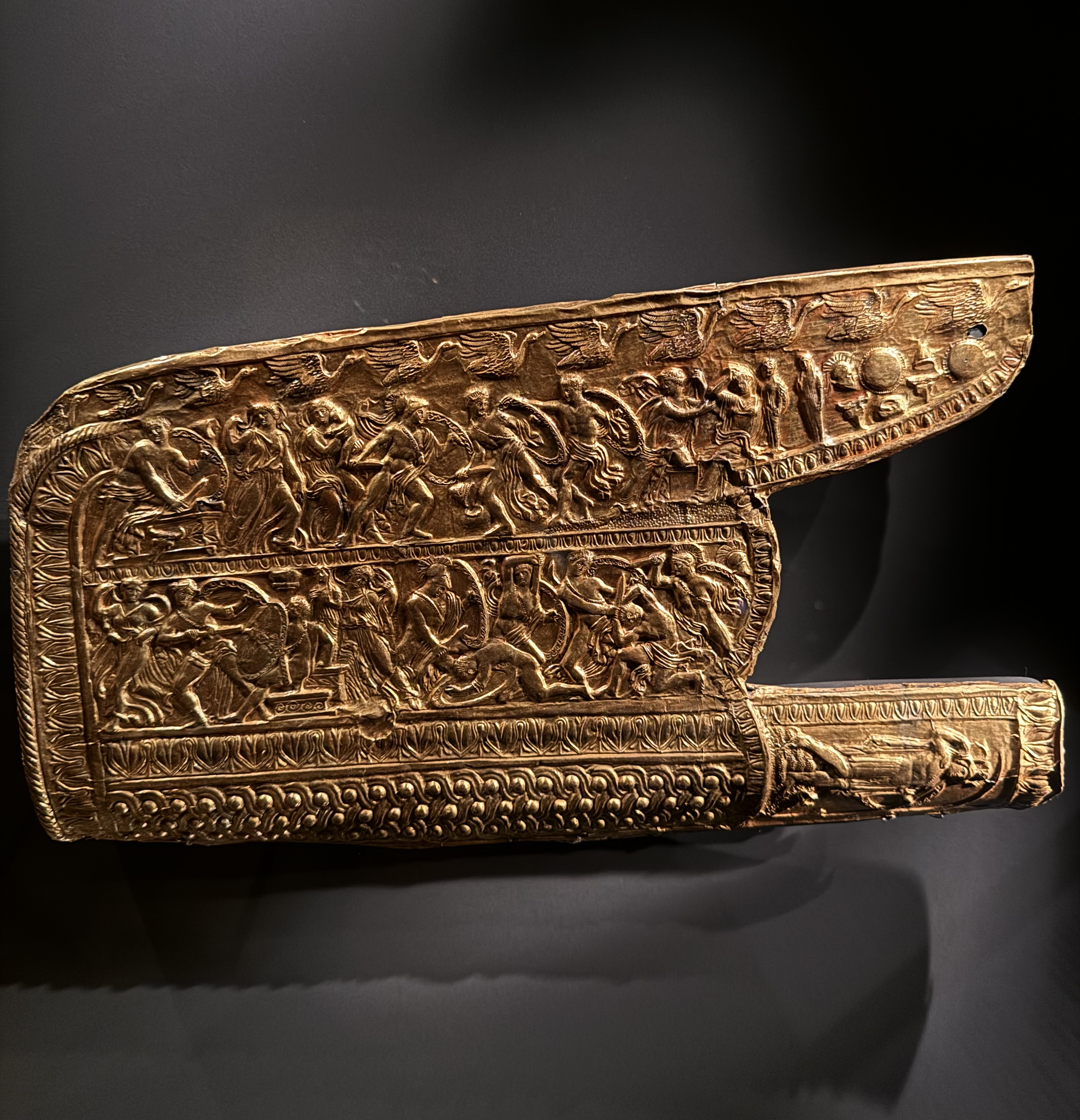
Gorytos de oro de la tumba II de Vergina.

Un gorytos (en griego: γωρυτός, latín: gorytus), designaba en la antigüedad el carcaj de un arco recurvo corto, o arco escita. Por lo general, el gorytos permitiría almacenar el carcaj lleno, con arco y flechas. Muchos gorytos fueron muy decorados. Algunos se han encontrado en tumbas macedonias, como en la llamada "Tumba de Filipo", en Vergina de la segunda mitad del siglo IV a. C. También fueron utilizados por los persas. Los indogriegos adoptaron el arco recurvo y el gorytos como parte de su equipo de lucha a caballo aproximadamente en el año 100 a. C., como se puede ver en sus monedas.